# سیاه‌تنگرس صخره‌روی
سیاه‌تنگرس صخره‌روی، گردوی کوهی (نام علمی: Rhamnus cornifolia ) نام یک گونه از سرده سیاه‌تنگرس است.